# Jan Marek
Jan Marek, född 31 december 1979 i Jindřichův Hradec, Tjeckoslovakien,  död 7 september 2011 utanför Jaroslavl, Ryssland, var en tjeckisk professionell ishockeyspelare.
Marek började sin professionella karriär i den tjeckiska högstaligan där han vunnit såväl mål- som poängligan. Han spelade sedan för Metallurg Magnitogorsk i den nystartade ryska ligan KHL. Säsongen 2008–09 gjorde han 35 mål och delade segern i KHL:s skytteliga med landsmannen Pavel Brendl. Han kom även trea i KHL:s poängliga.
Under våren 2011 skrev han på ett kontrakt för säsongen 2011–12 med den ryska klubben Lokomotiv Jaroslavl, men under sommaren, efter att hans fru fött parets första barn, ångrade han påskriften och ville lämna klubben. Han ville till Schweiz. Men klubben släppte honom inte utan han var förpliktigad att stanna kvar. 

## Död
Marek var den 7 september 2011 ombord på ett passagerarflygplan som kraschade i staden Jaroslavl klockan 16:05 MSK under en flygning mellan Yaroslavl-Tunoshna Airport (IAR) och Minsk-1 International Airport (MHP). Hans lag Lokomotiv Jaroslavl var på väg till en bortamatch i Minsk. Efter att planet lyfte från flygplatsen kunde det inte nå tillräckligt hög höjd och kraschade in i en ledning innan det störtade i floden Volga.

## Klubbar (urval)
- Lokomotiv Jaroslavl 2011
- CSKA Moskva 2010–11
- Metallurg Magnitogorsk 2006–07 – 2009–10
- HC Sparta Praha 2003–04 – 2005–06
- HC Oceláři Třinec 1998–99 – 2002–03